# Giovanni Michele Savonarola

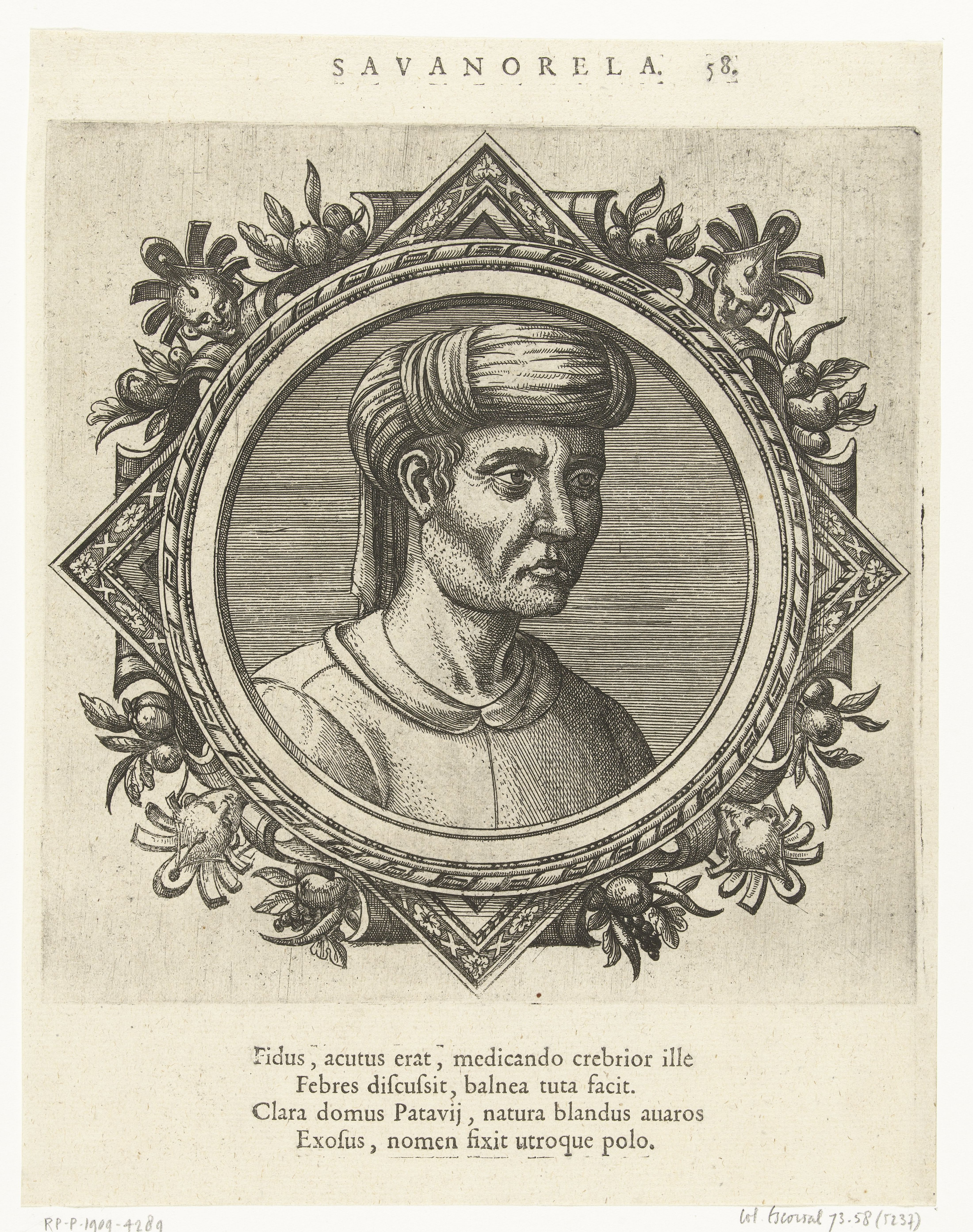
Pieter van der Borcht: Giovanni Michele Savonarola

Pratica maior 1561

Giovanni Michele Savonarola, bekannt auch als (Johannes) Michael Savonarola (* 1384 in Padua; † 1464 in Ferrara) war ein italienischer Mediziner, Leibarzt und Hochschullehrer. Er gehörte wie Pietro d’Abano und der Florentiner Antonio Benivieni († 1502) zu den medizinischen Schriftstellern des ausgehenden Mittelalters, die sich aufgrund eigener Erfahrung und Forschung gegen autoritäre Überlieferungen auflehnten.

## Leben
Savonarola kam aus vornehmem Haus, war Soldat und studierte dann Medizin. 1434 wurde er Professor für Medizin in Padua und ab 1440 Leibarzt von Niccolò d’Este in Ferrara und war dort ebenfalls Professor.
Er gilt als Begründer der konservativen Krampfadertherapie, veröffentlichte über Thermal- und Heilbäder und schrieb ein verbreitetes Medizinlehrbuch („Practica maior“, Erstdruck 1479) und ein frühes Lehrbuch der Gynäkologie und Pädiatrie. Über seine Darstellung in seiner „Practica“ war das auch die Quelle des deutschsprachigen Lehrbuchs für Hebammen von Eucharius Rösslin der Ältere Der Swangern Frauwen und Hebammen Rosegarten (Straßburg, Hagenau, 1513). Savonarola war dabei vom Neapolitaner Arzt Francesco da Piedemonte (gestorben 1320) beeinflusst. Als vorwissenschaftlicher Chemiker wandte er sich gegen die Goldmacherei von Alchemisten, befasste sich mit Pharmazie und beschrieb große Destillationsanlagen. Sein Werk über Ornamente in Padua ist für die Kunstgeschichte von Interesse.
Er hatte zwei Söhne, Giovanni und Niccolò. Letzterer war der Vater von Girolamo Savonarola.

## Schriften
- De balneis et thermis naturalibus omnibus Italiae. 1485 (urn:nbn:de:bvb:12-bsb00069454-5); 1496 (urn:nbn:de:bvb:12-bsb00061121-0).
- Canonica de febribus. Dion. Bertochus, Bologna 1487 (urn:nbn:de:bvb:12-bsb00069230-2); Pensis, Venedig 1496 (urn:nbn:de:bvb:12-bsb00061128-7).
- De pulsibus, urinis et egestionibus. H. Harlem und Walbeck, Bologna 1487 (urn:nbn:de:bvb:12-bsb00069574-1).
  - Spätere Teilausgabe: De urinis. Venedig 1503.
- De aqua ardenti. Anonym, Pisa 1484.
- Opus medicinae seu Practica de aegritudinibus de capite usque ad pedes. 1479, Bonetus, Venedig 1486 (urn:nbn:de:bvb:12-bsb00061125-1); auch als: Pratica de egritudinibus a capite usque ad pedes. Venedig 1560 (urn:nbn:de:bvb:12-bsb10149588-8).
- De regimine pregnantium et noviter natorum usque ad septennium.
- Libellus de magnificis ornamentis regiae civitatis Paduae- 1446. Veröffentlicht von Arnaldo Segarizzi in: Rerum Italicarum Scriptores. Band 24. Lapi, Città di Castello, 1902 (archive.org).